# Johann Reisinger
Johann Reisinger (* 4. Februar 1890 in Pöttsching; † 27. April 1959 ebenda) war ein österreichischer Landwirt und Politiker. Reisinger war verheiratet und Abgeordneter zum Burgenländischen Landtag.

## Leben
Reisinger wurde als Sohn des Landwirts Martin Reisinger aus Pöttsching geboren und besuchte die Volksschule. Danach war Reisinger als Landwirt tätig.

## Politik
Ab 1934 hatte er in Pöttsching die Funktion des Bauernführer-Stellvertreters des Bauernbundes inne. Zudem war Reisinger Vizebürgermeister von Pöttsching. Reisinger vertrat ab dem 11. November 1934 den Stand „Land- und Forstwirtschaft“ im Burgenländischen Landtag. Während der Zeit des Ständischen Landtags gehörte er diesem bis zur Auflösung am 12. März 1938 an.